# Alfred Cornu
Alfred Cornu (Orléans, 6 marzo 1841 – La Chansonnerie, 11 aprile 1902) è stato un fisico francese.

## Biografia
Si occupò prima di mineralogia poi di ottica. Da Alfred Cornu prende nome la spirale di Cornu. È autore di una determinazione precisa della velocità della luce.
Indicò un metodo di determinazione dei fuochi e dei piani principali dei sistemi ottici centrati. Studiò la deformazione dei corpi elastici attraverso la fotografia degli anelli di interferenza.
Studiò anche gli intervalli musicali, le vibrazioni trasversali delle corde (1895) e l'effetto Zeeman (1898).